# Krzyże
Krzyże [ˈkʂɨʐɛ] (deutsch Kreuzofen) ist ein Dorf in der polnischen Woiwodschaft Ermland-Masuren. Es gehört zur Gmina Ruciane-Nida (Stadt-und-Land-Gemeinde Rudczanny/Niedersee-Nieden) im Powiat Piski (Kreis Johannisburg).

## Geographische Lage
Krzyże liegt am Westufer des Niedersees (polnisch Jezioro Nidzkie) im Südosten der Woiwodschaft Ermland-Masuren, 19 Kilometer südwestlich der Kreisstadt Pisz (deutsch Johannisburg). Von Ruciane-Nida aus jedoch führt eine Nebenstraße über Pranie (Seehorst) nach Karwica (Kurwien). Sie verläuft durch Krzyże.

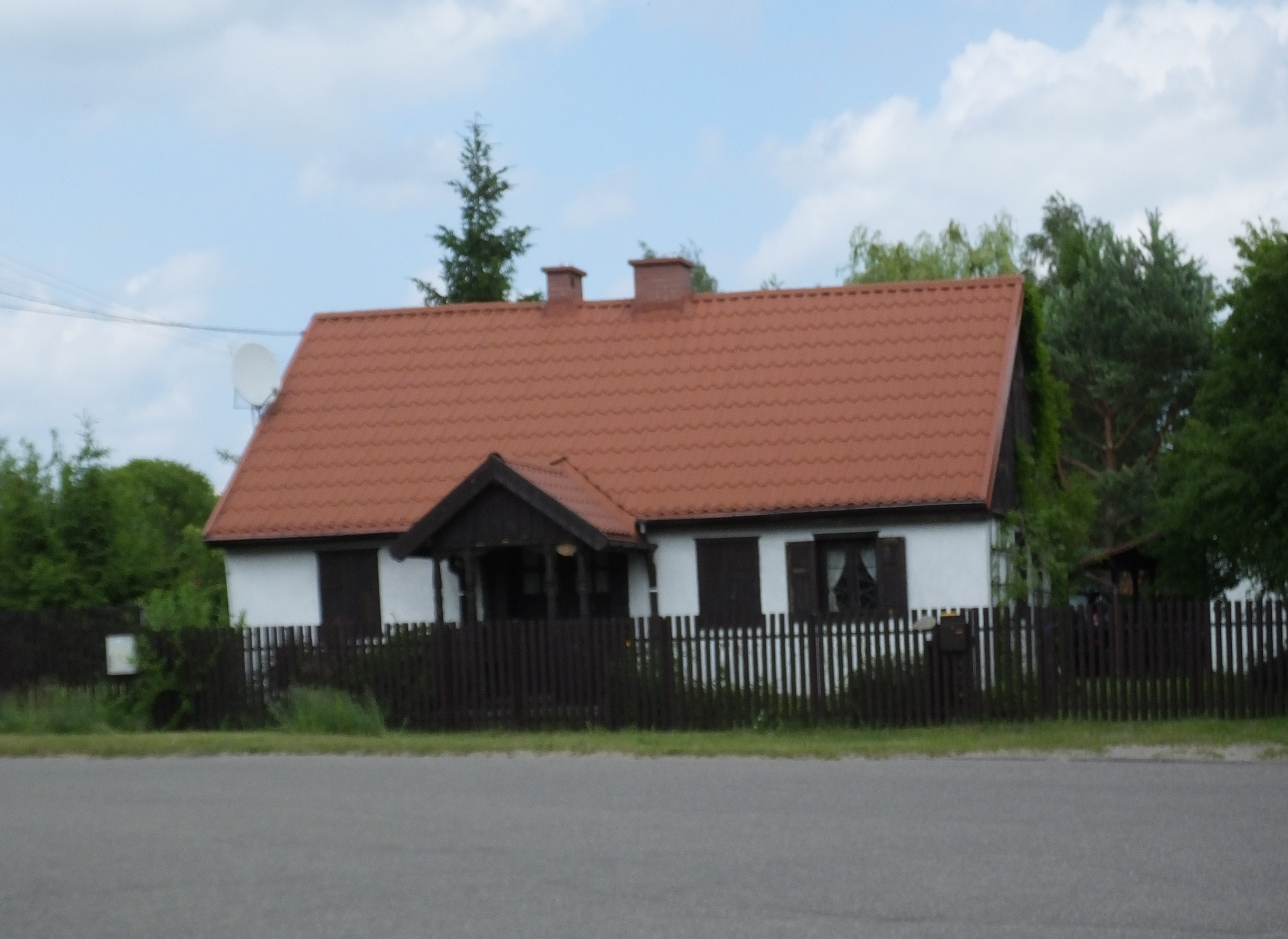
Haus in Krzyże

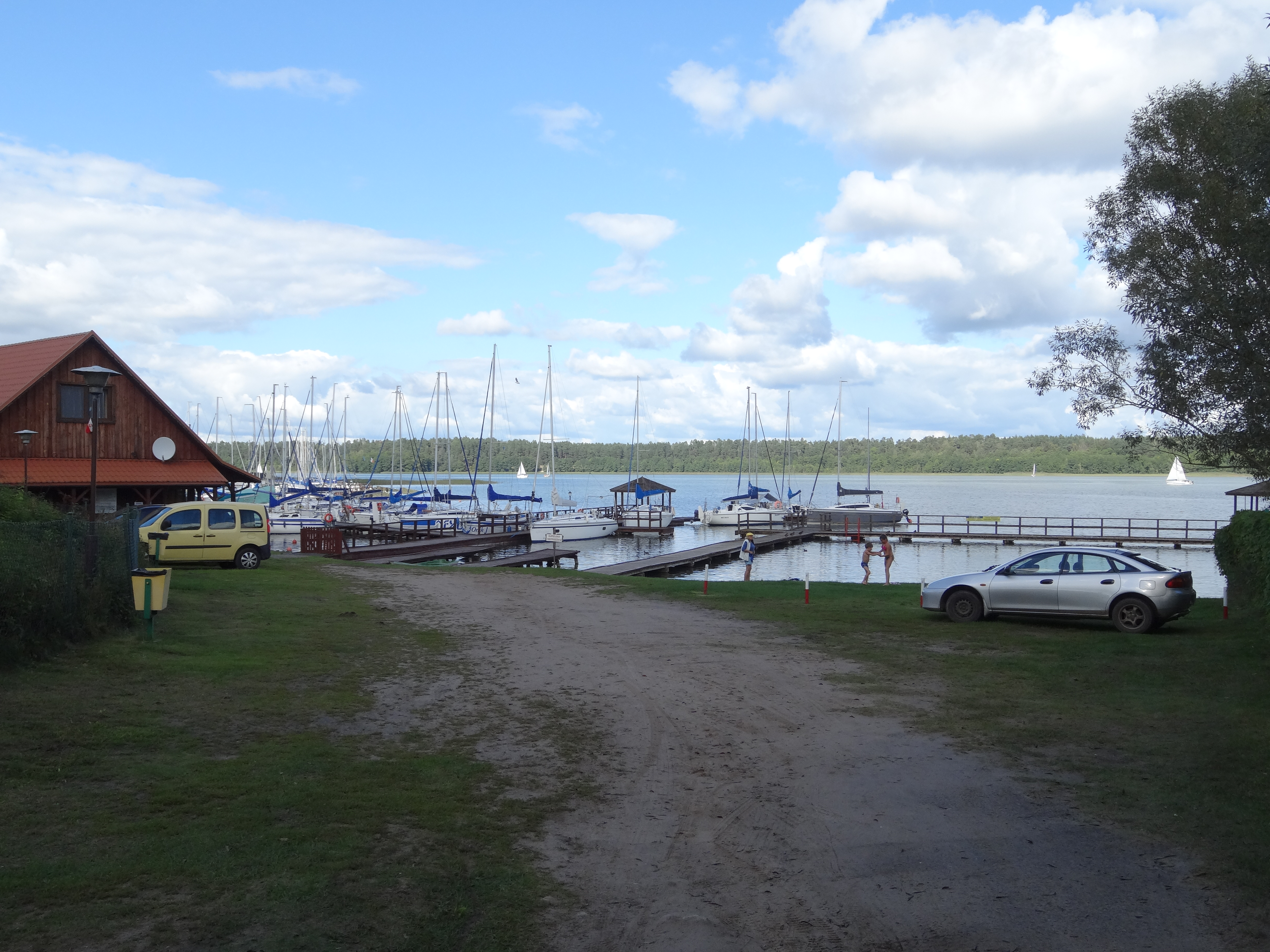
Bootsanlegestelle am Niedersee in Krzyże

## Geschichte
Kreuzofen – um 1785 Krzysy, nach 1785 Creutzofen, um 1900 Kreutzofen genannt und geschrieben – wurde 1706 als eine Schatullsiedlung gegründet. Von 1874 bis 1945 war das Dorf – in Unterscheidung zu der nahegelegenen Försterei Kreuzofen, die 1908 in Hirschhagen umbenannt wurde und später polnisch „Piecek“ hieß, heute aber nicht mehr existent ist – in den Amtsbezirk Kurwien (polnisch Karwica) eingegliedert, der zum Kreis Johannisburg im Regierungsbezirk Gumbinnen (ab 1905: Regierungsbezirk Allenstein) in der preußischen Provinz Ostpreußen gehörte.
468 Einwohner waren 1910 in Kreuzofen registriert. Ihre Zahl belief sich 1933 auf 465 und 1939 auf 480.
Aufgrund der Bestimmungen des Versailler Vertrags stimmte die Bevölkerung im Abstimmungsgebiet Allenstein, zu dem Kreuzofen gehörte, am 11. Juli 1920 über die weitere staatliche Zugehörigkeit zu Ostpreußen (und damit zu Deutschland) oder den Anschluss an Polen ab. In Kreuzofen stimmten 280 Einwohner für den Verbleib bei Ostpreußen, auf Polen entfielen keine Stimmen.
In Kriegsfolge kam Kreuzofen 1945 mit dem gesamten südlichen Ostpreußen zu Polen und erhielt die polnische Namensform „Krzyże“. Heute ist das Dorf Sitz eines Schulzenamtes (polnisch Sołectwo) und somit eine Ortschaft innerhalb der Stadt-und-Land-Gemeinde Ruciane-Nida (Rudczanny/Niedersee-Nieden) im Powiat Piski (Kreis Johannisburg), bis 1998 der Woiwodschaft Suwałki, seither der Woiwodschaft Ermland-Masuren zugeordnet. 2011 zählte Krzyże 110 Einwohner.

## Kirche
Vor 1945 war Kreuzofen in die evangelische Kirche Kurwien (polnisch Karwica) in der Kirchenprovinz Ostpreußen der Kirche der Altpreußischen Union sowie in die römisch-katholische Kirche Johannisburg (polnisch Pisz) im Bistum Ermland eingepfarrt. 
Heute gehören die evangelischen Einwohner zur Pfarrei in Pisz in der Diözese Masuren der Evangelisch-Augsburgischen Kirche in Polen. Die katholische Bevölkerung hält sich zur Pfarrei Trójcy Świętej Ruciane-Nida im Stadtteil Nida, die Krzyże als Filialgemeinde betreut. Sie gehört zum Bistum Ełk der polnischen katholischen Kirche.